# Липовац (Крушевац)
Липовац је насељено место града Крушевца у Расинском округу. Према попису из 2022. било је 378 становника (према попису из 1991. било је 334 становника).

## Демографија
У насељу Липовац живи 295 пунолетних становника, а просечна старост становништва износи 41,7 година (40,2 код мушкараца и 43,2 код жена). У насељу има 115 домаћинстава, а просечан број чланова по домаћинству је 3,00.
Ово насеље је великим делом насељено Србима (према попису из 2002. године), а у последња три пописа, примећен је пораст у броју становника.
|  |

| Демографија | Демографија | Демографија |
| Година      | Становника  | Становника  |
| ----------- | ----------- | ----------- |
| 1948.       | 177         |             |
| 1953.       | 162         |             |
| 1961.       | 205         |             |
| 1971.       | 250         |             |
| 1981.       | 275         |             |
| 1991.       | 334         | 317         |
| 2002.       | 345         | 360         |

| Етнички састав према попису из 2002.‍ | Етнички састав према попису из 2002.‍ | Етнички састав према попису из 2002.‍ | Етнички састав према попису из 2002.‍ | Етнички састав према попису из 2002.‍ |
| ------------------------------------ | ------------------------------------ | ------------------------------------ | ------------------------------------ | ------------------------------------ |
|                                      |                                      |                                      |                                      |                                      |
| Срби                                 | Срби                                 |                                      | 340                                  | 98,55%                               |
| Хрвати                               | Хрвати                               |                                      | 1                                    | 0,28%                                |
| Роми                                 | Роми                                 |                                      | 1                                    | 0,28%                                |
| Македонци                            | Македонци                            |                                      | 1                                    | 0,28%                                |
| непознато                            | непознато                            |                                      | 0                                    | 0,0%                                 |

| Година пописа     | 1948. | 1953. | 1961. | 1971. | 1981. | 1991. | 2002. |
| ----------------- | ----- | ----- | ----- | ----- | ----- | ----- | ----- |
| Број домаћинстава | 40    | 38    | 44    | 51    | 74    | 98    | 115   |

| Број чланова      | 1  | 2  | 3  | 4  | 5  | 6 | 7 | 8 | 9 | 10 и више | Просек |
| ----------------- | -- | -- | -- | -- | -- | - | - | - | - | --------- | ------ |
| Број домаћинстава | 19 | 27 | 25 | 28 | 11 | 5 | 0 | 0 | 0 | 0         | 3,00   |

| Пол    | Укупно | Неожењен/Неудата | Ожењен/Удата | Удовац/Удовица | Разведен/Разведена | Непознато |
| ------ | ------ | ---------------- | ------------ | -------------- | ------------------ | --------- |
| Мушки  | 153    | 47               | 88           | 11             | 7                  | 0         |
| Женски | 156    | 34               | 90           | 26             | 6                  | 0         |
| УКУПНО | 309    | 81               | 178          | 37             | 13                 | 0         |

| Пол    | Укупно                    | Пољопривреда, лов и шумарство | Рибарство                            | Вађење руде и камена | Прерађивачка индустрија       |
| ------ | ------------------------- | ----------------------------- | ------------------------------------ | -------------------- | ----------------------------- |
| Мушки  | 72                        | 3                             | 0                                    | 0                    | 36                            |
| Женски | 45                        | 5                             | 0                                    | 0                    | 15                            |
| УКУПНО | 117                       | 8                             | 0                                    | 0                    | 51                            |
| Пол    | Производња и снабдевање   | Грађевинарство                | Трговина                             | Хотели и ресторани   | Саобраћај, складиштење и везе |
| Мушки  | 0                         | 2                             | 9                                    | 0                    | 5                             |
| Женски | 0                         | 0                             | 10                                   | 0                    | 1                             |
| УКУПНО | 0                         | 2                             | 19                                   | 0                    | 6                             |
| Пол    | Финансијско посредовање   | Некретнине                    | Државна управа и одбрана             | Образовање           | Здравствени и социјални рад   |
| Мушки  | 0                         | 2                             | 3                                    | 0                    | 5                             |
| Женски | 1                         | 2                             | 0                                    | 3                    | 7                             |
| УКУПНО | 1                         | 4                             | 3                                    | 3                    | 12                            |
| Пол    | Остале услужне активности | Приватна домаћинства          | Екстериторијалне организације и тела | Непознато            | Непознато                     |
| Мушки  | 3                         | 0                             | 0                                    | 4                    | 4                             |
| Женски | 0                         | 0                             | 0                                    | 1                    | 1                             |
| УКУПНО | 3                         | 0                             | 0                                    | 5                    | 5                             |